# Theodor Albin Findeisen
Theodor Albin Findeisen (* 1. Oktober 1881 in Zeitz; † 3. März 1936 auf seinem Landsitz Rasberg bei Zeitz) war ein deutscher Kontrabassist, Komponist und Pädagoge.

## Leben
Über Findeisens Leben und Werk ist nur wenig bekannt. In Gebrauch ist weiterhin seine Schule Der Lehrer des Kontrabass-Spieles und andere Übungsliteratur wie seine 25 technische Studien. Er schrieb Solo-Literatur und Kammermusik für Kontrabass, die allerdings weitgehend in Vergessenheit geraten ist. Die Werkaufzählung geht bis opus 34, davon sind heute etwa noch 10 Titel bekannt, deren Noten  schwer auffindbar sind, da der Verlag aufgelöst wurde.
Findeisen war Sohn des Kaufmanns Theodor Findeisen und besuchte von 1888 bis 1896 die Bürgerschule in Zeitz. In Ronneburg besuchte er die Musikschule bis 1900 und spielte anschließend im Stadtorchester Köthen. In den beiden folgenden Jahren erhielt er Unterricht bei Hugo Keyl in Dresden und Franz Simandl in Wien. Anschließend leistete er von 1902 bis 1904 seinen Wehrdienst beim Musikkorps des 96. Infanterie-Regiments in Gera. Er von 1904 bis 1906 bei Oswald Schwabe in Leipzig, der ihm ein ausgezeichnetes Diplom ausstellte. Danach wurde er Solobassist in Breslau, 1907 wurde er Zweiter 1. Kontrabassist im Gewandhausorchester in Leipzig, 1920 wurde Erster 1. Kontrabassist dortselbst. 1922 übernahm er zusätzlich eine Lehrtätigkeit am Leipziger Konservatorium. Beide Stellungen hielt er bis zu seinem frühen und plötzlichen Tode 1936 bei. Dazwischen war er zweimal (1914 und 1924) Mitglied im Bayreuther Festspielorchester. Er hinterließ Frau und zwei Kinder.
Zur Wiederverbreitung seines Werkes wird eventuell die Wiederveröffentlichung seines ersten Kontrabass-Konzertes opus 15 im Herbst 2006 beitragen. Eine Neudruck des Werkes, die Karnevalsszenen opus 12 für Kontrabass und Orchester, ist ebenfalls vorgesehen.

## Werke

### Lehrmaterial
- Schule für Kontrabass, op. 17, Schott

- Der Lehrer des Kontrabass-Spieles – eine Grundschule für die höhere Lagen-, Bogen- und Finger-Technik, in 4 Bänden, Verlag Carl Merseburger, Leipzig; Neuauflage in fünf Bänden, Verlag Hofmeister

- 25 große technische Studien für Kontrabass durch alle Tonarten zur Einführung in die moderne Rhythmik, Harmonik und Vortragsweise, op. 14, 4 Bände; C.F. Schmidt, Heilbronn; International Music Company, New York

- Konzert-Etuden für Kontrabass, 20 Etuden von Storch und Rabe, bearbeitet von Findeisen; später veröffentlicht als „57 Studies for String Bass“, International Music Company, New York

### Solo-Stücke
- Nixenreigen-Fantasie, op. 9, für Kontrabass und Klavier, C.F. Schmidt, nach einem Gedicht von Ludwig Ankenbrand und einem Bild von einem im Wald spielenden Bassisten, der von Nymphen umtanzt wird

- Karnevalsszenen, op. 12, für Kontrabass und Orchester, PRObass Musikverlag

- Konzert Nr. 1, op. 15 für Kontrabass mit großem Orchester, PRObass Musikverlag

- Elegie (Am Grabe des Freundes), op. 19, C.F. Schmidt

- Konzert Nr. 2, op. 25 in einem Satz für Kontrabass mit Kammerorchester, C.F. Schmidt

### Weitere Werke für Kontrabass mit anderen Instrumenten
- Romantische Suite, op. 10, für Kontrabass und Violine, PRObass Musikverlag

- J.S. Bach: 10 Inventionen, op. 16, bearbeitet für Kontrabass und Violine, C.F. Schmidt

- Quartettsuite, op. 26, für 4 Celli oder Kontrabässe, PRObass Musikverlag

- Kadenz zum Simandlkonzert, op. 34, C.F. Schmidt

### Weitere Werke
- Männerchöre, op. 1-8 (Manuscript)

- Impromptu eroico, op. 13 für Klavier, C.F. Schmidt

- 5 Sehnsuchtslieder, op. 18, Dora Schellenberg C.F. Schmidt

- 4 Klavierfantasien, op. 20-24, nach Gerhart Hauptmann: Die versunkene Glocke, C.F. Schmidt

- Croquet Walzer, für Klavier "Den Damen des südvorstädischen "Schrebervereincroquetclub 1907" zugeeignet, C.F. Schmidt

### Musikpädagogische Beiträge
Findeisen schrieb auch Artikel („Das Vibrato“, „Eine Reform der Pädagogik des Kontrabaßspiels“, „Deutsche oder französische Bogenführung“ (2 Artikel) und „Mein Werk ´Der Lehrer des Kontrabaßspiels´“) für die Zeitschrift „Der Kontrabass“, welche aber nur 5 Ausgaben in den Jahren 1929–1931 erreichte.